# 青山利春
青山 利春（あおやま としはる、1944年2月17日-）は、日本の陸上競技選手。専門は円盤投。新潟県上越市出身。国士舘大学卒業。

## 来歴
- 1965年 日本インカレで45m08を投げ初優勝。
- 1966年 日本選手権で準優勝。日本インカレでも準優勝。
- 1967年 日本選手権で47m48を投げ準優勝。
- 1968年 日本選手権で49m60を投げ準優勝。
- 1969年 日本選手権で46m34を投げ準優勝。
- 1970年 日本選手権で50m88を投げ準優勝。
- 1971年 日本選手権で49m40を投げ準優勝。
- 1972年 日本選手権で48m44を投げ準優勝。
- 1973年 日本選手権で51m36を投げ準優勝。
- 1974年 日本選手権で49m04を投げ準優勝。

国士舘大学体育学部教授、国士舘大学大学院スポーツシステム研究科教授、国士舘大学陸上競技部副部長として活躍。
指導者としては、長野オリンピックボブスレー日本代表の脇田寿雄、アテネオリンピック女子砲丸投代表の森千夏、2007年世界陸上競技選手権女子砲丸投代表の豊永陽子、新潟日報社の小林志郎、チームミズノアスレティックの大橋忠司らを育てた。
他に、日本ゴルフ学会常務理事、ロサンゼルスオリンピック投てきコーチなどの要職を歴任している。

## 主な著作
- 『Super陸上　VOL.10「円盤投」』（ソーケン・ネットワーク）